# Lista districtelor rurale din Germania
Germania este împărțită în 294 de districte rurale, numite în germană Kreis (în 2 landuri federale) și Landkreis (în celelalte landuri). 
Districtele rurale se repartizează pe regiunile administrative (Bezirksregierung ) și pe landurile federale după cum urmează mai jos.
Unele districte rurale conțin în alcătuirea lor orașe mai mici, dependente de ele.
Pe lângă districtele rurale în Germania există însă și 107 orașe „independente” (kreisfreie Stadt), care nu țin de vreun district rural, considerate districte urbane (orășenești), ca de ex. Baden-Baden, Brema, Rostock. Pentru acestea v. articolul Lista districtelor urbane din Germania.

## Repartizarea districtelor rurale pe landuri
- Baden-Württemberg: 35
- Berlin (stat-oraș): 0
- Bavaria (Bayern): 71
- Brandenburg: 14
- Brema (Bremen, stat-oraș): 0
- Hamburg (stat-oraș): 0
- Hessa (Hessen): 21
- Mecklenburg-Vorpommern: 6
- Saxonia Inferioară (Niedersachsen): 37 (inclusiv așa-numita Regiune Hanovra)
- Renania de Nord - Westfalia (Nordrhein-Westfalen): 31
- Renania-Palatinat (Rheinland-Pfalz): 24
- Saarland: 6 (inclusiv Stadtverband Saarbrücken)
- Saxonia (Sachsen): 10
- Saxonia-Anhalt (Sachsen-Anhalt): 11
- Schleswig-Holstein: 11
- Turingia (Thüringen): 17

## Districte rurale
Lista celor 294 districte rurale (Landkreise sau Kreise) cu landul federal (Land) și capitala de district (Kreissitz) corespunzătoare:
| District rural (Kreis/Landkreis)    | Land (Land)            | Capitală (Kreissitz)     |
| ----------------------------------- | ---------------------- | ------------------------ |
| Ahrweiler                           | Rheinland-Pfalz        | Bad Neuenahr-Ahrweiler   |
| Aichach-Friedberg                   | Bavaria                | Aichach                  |
| Alb-Donau                           | Baden-Württemberg      | Ulm¹                     |
| Altenburger Land                    | Turingia               | Altenburg                |
| Altenkirchen                        | Rheinland-Pfalz        | Altenkirchen             |
| Altmarkkreis Salzwedel              | Saxonia-Anhalt         | Salzwedel                |
| Altötting                           | Bavaria                | Altötting                |
| Alzey-Worms                         | Rheinland-Pfalz        | Alzey                    |
| Amberg-Sulzbach                     | Bavaria                | Amberg¹                  |
| Ammerland                           | Saxonia Inferioară     | Westerstede              |
| Anhalt-Zerbst                       | Saxonia-Anhalt         | Zerbst                   |
| Annaberg                            | Saxonia                | Annaberg-Buchholz        |
| Ansbach                             | Bavaria                | Ansbach¹                 |
| Aschaffenburg                       | Bavaria                | Aschaffenburg¹           |
| Aschersleben-Staßfurt               | Saxonia-Anhalt         | Aschersleben             |
| Aue-Schwarzenberg                   | Saxonia                | Aue                      |
| Augsburg                            | Bavaria                | Augsburg¹                |
| Aurich                              | Saxonia Inferioară     | Aurich                   |
| Bad Doberan                         | Mecklenburg-Vorpommern | Bad Doberan              |
| Bad Dürkheim                        | Rheinland-Pfalz        | Bad Dürkheim             |
| Bad Kissingen                       | Bavaria                | Bad Kissingen            |
| Bad Kreuznach                       | Rheinland-Pfalz        | Bad Kreuznach            |
| Bad Tölz-Wolfratshausen             | Bavaria                | Bad Tölz                 |
| Bamberg                             | Bavaria                | Bamberg¹                 |
| Barnim                              | Brandenburg            | Eberswalde               |
| Bautzen                             | Saxonia                | Bautzen                  |
| Bayreuth                            | Bavaria                | Bayreuth¹                |
| Bentheim                            | Saxonia Inferioară     | Nordhorn                 |
| Berchtesgadener Land                | Bavaria                | Bad Reichenhall          |
| Bergstraße                          | Hessa                  | Heppenheim               |
| Bernburg                            | Saxonia-Anhalt         | Bernburg                 |
| Bernkastel-Wittlich                 | Rheinland-Pfalz        | Wittlich                 |
| Biberach                            | Baden-Württemberg      | Biberach                 |
| Birkenfeld                          | Rheinland-Pfalz        | Birkenfeld (Nahe)        |
| Bitburg-Prüm                        | Rheinland-Pfalz        | Bitburg                  |
| Bitterfeld                          | Saxonia-Anhalt         | Bitterfeld               |
| Böblingen                           | Baden-Württemberg      | Böblingen                |
| Bodenseekreis                       | Baden-Württemberg      | Friedrichshafen          |
| Bördekreis                          | Saxonia-Anhalt         | Oschersleben             |
| Borken                              | Nordrhein-Westfalen    | Borken                   |
| Breisgau-Hochschwarzwald            | Baden-Württemberg      | Freiburg¹                |
| Burgenlandkreis                     | Saxonia-Anhalt         | Naumburg                 |
| Calw                                | Baden-Württemberg      | Calw                     |
| Celle                               | Saxonia Inferioară     | Celle                    |
| Cham                                | Bavaria                | Cham                     |
| Chemnitzer Land                     | Saxonia                | Glauchau                 |
| Cloppenburg                         | Saxonia Inferioară     | Cloppenburg              |
| Coburg                              | Bavaria                | Coburg¹                  |
| Cochem-Zell                         | Rheinland-Pfalz        | Cochem                   |
| Coesfeld                            | Nordrhein-Westfalen    | Coesfeld                 |
| Cuxhaven                            | Saxonia Inferioară     | Cuxhaven                 |
| Dachau                              | Bavaria                | Dachau                   |
| Dahme-Spreewald                     | Brandenburg            | Lübben                   |
| Darmstadt-Dieburg                   | Hessa                  | Darmstadt¹               |
| Daun                                | Rheinland-Pfalz        | Daun                     |
| Deggendorf                          | Bavaria                | Deggendorf               |
| Delitzsch                           | Saxonia                | Delitzsch                |
| Demmin                              | Mecklenburg-Vorpommern | Demmin                   |
| Diepholz                            | Saxonia Inferioară     | Diepholz                 |
| Dillingen                           | Bavaria                | Dillingen                |
| Dingolfing-Landau                   | Bavaria                | Dingolfing               |
| Dithmarschen                        | Schleswig-Holstein     | Heide                    |
| Döbeln                              | Saxonia                | Döbeln                   |
| Donau-Ries                          | Bavaria                | Donauwörth               |
| Donnersbergkreis                    | Rheinland-Pfalz        | Kirchheimbolanden        |
| Düren                               | Nordrhein-Westfalen    | Düren                    |
| Ebersberg                           | Bavaria                | Ebersberg                |
| Eichsfeld                           | Turingia               | Heilbad Heiligenstadt    |
| Eichstätt                           | Bavaria                | Eichstätt                |
| Elbe-Elster                         | Brandenburg            | Herzberg                 |
| Emmendingen                         | Baden-Württemberg      | Emmendingen              |
| Emsland                             | Saxonia Inferioară     | Meppen                   |
| Ennepe-Ruhr                         | Nordrhein-Westfalen    | Schwelm                  |
| Enzkreis                            | Baden-Württemberg      | Pforzheim¹               |
| Erding                              | Bavaria                | Erding                   |
| Erlangen-Höchstadt                  | Bavaria                | Erlangen¹                |
| Esslingen                           | Baden-Württemberg      | Esslingen                |
| Euskirchen                          | Nordrhein-Westfalen    | Euskirchen               |
| Forchheim                           | Bavaria                | Forchheim                |
| Freiberg                            | Saxonia                | Freiberg                 |
| Freising                            | Bavaria                | Freising                 |
| Freudenstadt                        | Baden-Württemberg      | Freudenstadt             |
| Freyung-Grafenau                    | Bavaria                | Freyung                  |
| Friesland                           | Saxonia Inferioară     | Jever                    |
| Fulda                               | Hessa                  | Fulda                    |
| Fürstenfeldbruck                    | Bavaria                | Fürstenfeldbruck         |
| Fürth                               | Bavaria                | Fürth¹                   |
| Garmisch-Partenkirchen              | Bavaria                | Garmisch-Partenkirchen   |
| Germersheim                         | Rheinland-Pfalz        | Germersheim              |
| Gießen                              | Hessa                  | Gießen                   |
| Gifhorn                             | Saxonia Inferioară     | Gifhorn                  |
| Göppingen                           | Baden-Württemberg      | Göppingen                |
| Goslar                              | Saxonia Inferioară     | Goslar                   |
| Gotha                               | Turingia               | Gotha                    |
| Göttingen                           | Saxonia Inferioară     | Göttingen                |
| Greiz                               | Turingia               | Greiz                    |
| Groß-Gerau                          | Hessa                  | Groß-Gerau               |
| Günzburg                            | Bavaria                | Günzburg                 |
| Güstrow                             | Mecklenburg-Vorpommern | Güstrow                  |
| Gütersloh                           | Nordrhein-Westfalen    | Gütersloh                |
| Halberstadt                         | Saxonia-Anhalt         | Halberstadt              |
| Hamelin-Pyrmont (Hameln-Pyrmont)    | Saxonia Inferioară     | Hamelin (Hameln)         |
| Hanover (Hannover)                  | Saxonia Inferioară     | Hanover (Hannover)       |
| Harburg                             | Saxonia Inferioară     | Winsen                   |
| Haßberge (district)                 | Bavaria                | Haßfurt                  |
| Havelland                           | Brandenburg            | Rathenow                 |
| Heidenheim                          | Baden-Württemberg      | Heidenheim               |
| Heilbronn                           | Baden-Württemberg      | Heilbronn¹               |
| Heinsberg                           | Nordrhein-Westfalen    | Heinsberg                |
| Helmstedt                           | Saxonia Inferioară     | Helmstedt                |
| Herford                             | Nordrhein-Westfalen    | Herford                  |
| Hersfeld-Rotenburg                  | Hessa                  | Bad Hersfeld             |
| Hildburghausen                      | Turingia               | Hildburghausen           |
| Hildesheim                          | Saxonia Inferioară     | Hildesheim               |
| Hochsauerland                       | Nordrhein-Westfalen    | Meschede                 |
| Hochtaunuskreis                     | Hessa                  | Bad Homburg              |
| Hof                                 | Bavaria                | Hof                      |
| Hohenlohekreis                      | Baden-Württemberg      | Künzelsau                |
| Holzminden                          | Saxonia Inferioară     | Holzminden               |
| Höxter                              | Nordrhein-Westfalen    | Höxter                   |
| Ilm-Kreis                           | Turingia               | Arnstadt                 |
| Jerichower Land                     | Saxonia-Anhalt         | Burg                     |
| Kaiserslautern                      | Rheinland-Pfalz        | Kaiserslautern           |
| Kamenz                              | Saxonia                | Kamenz                   |
| Karlsruhe                           | Baden-Württemberg      | Karlsruhe¹               |
| Kassel                              | Hessa                  | Kassel¹                  |
| Kelheim                             | Bavaria                | Kelheim                  |
| Kitzingen                           | Bavaria                | Kitzingen                |
| Kleve                               | Nordrhein-Westfalen    | Kleve                    |
| Konstanz                            | Baden-Württemberg      | Konstanz                 |
| Köthen                              | Saxonia-Anhalt         | Köthen                   |
| Kronach                             | Bavaria                | Kronach                  |
| Kulmbach                            | Bavaria                | Kulmbach                 |
| Kusel                               | Rheinland-Pfalz        | Kusel                    |
| Kyffhäuserkreis                     | Turingia               | Sondershausen            |
| Lahn-Dill                           | Hessa                  | Wetzlar                  |
| Landsberg                           | Bavaria                | Landsberg                |
| Landshut                            | Bavaria                | Landshut¹                |
| Lauenburg                           | Schleswig-Holstein     | Ratzeburg                |
| Leer                                | Saxonia Inferioară     | Leer                     |
| Leipziger Land                      | Saxonia                | Borna                    |
| Lichtenfels                         | Bavaria                | Lichtenfels              |
| Limburg-Weilburg                    | Hessa                  | Limburg                  |
| Lindau                              | Bavaria                | Lindau                   |
| Lippe                               | Nordrhein-Westfalen    | Detmold                  |
| Löbau-Zittau                        | Saxonia                | Zittau                   |
| Lörrach                             | Baden-Württemberg      | Lörrach                  |
| Lüchow-Dannenberg                   | Saxonia Inferioară     | Lüchow                   |
| Ludwigsburg                         | Baden-Württemberg      | Ludwigsburg              |
| Ludwigshafen                        | Rheinland-Pfalz        | Ludwigshafen¹            |
| Ludwigslust                         | Mecklenburg-Vorpommern | Ludwigslust              |
| Lüneburg                            | Saxonia Inferioară     | Lüneburg                 |
| Main-Kinzig                         | Hessa                  | Hanau                    |
| Main-Spessart                       | Bavaria                | Karlstadt                |
| Main-Tauber                         | Baden-Württemberg      | Tauberbischofsheim       |
| Main-Taunus                         | Hessa                  | Hofheim                  |
| Mainz-Bingen                        | Rheinland-Pfalz        | Ingelheim                |
| Mansfelder Land                     | Saxonia-Anhalt         | Eisleben                 |
| Marburg-Biedenkopf                  | Hessa                  | Marburg                  |
| Märkischer Kreis                    | Nordrhein-Westfalen    | Lüdenscheid              |
| Märkisch-Oderland                   | Brandenburg            | Seelow                   |
| Mayen-Koblenz                       | Rheinland-Pfalz        | Koblenz¹                 |
| Mecklenburg-Strelitz                | Mecklenburg-Vorpommern | Neustrelitz              |
| Meißen                              | Saxonia                | Meißen                   |
| Merseburg-Querfurt                  | Saxonia-Anhalt         | Merseburg                |
| Merzig-Wadern                       | Saarland               | Merzig                   |
| Mettmann                            | Nordrhein-Westfalen    | Mettmann                 |
| Miesbach                            | Bavaria                | Miesbach                 |
| Miltenberg                          | Bavaria                | Miltenberg               |
| Minden-Lübbecke                     | Nordrhein-Westfalen    | Minden                   |
| Mittlerer Erzgebirgskreis           | Saxonia                | Marienberg               |
| Mittweida                           | Saxonia                | Mittweida                |
| Mühldorf                            | Bavaria                | Mühldorf                 |
| Muldentalkreis                      | Saxonia                | Grimma                   |
| München                             | Bavaria                | München ¹                |
| Müritz                              | Mecklenburg-Vorpommern | Waren                    |
| Neckar-Odenwald                     | Baden-Württemberg      | Mosbach                  |
| Neuburg-Schrobenhausen              | Bavaria                | Neuburg                  |
| Neumarkt                            | Bavaria                | Neumarkt                 |
| Neunkirchen                         | Saarland               | Neunkirchen              |
| Neuss                               | Nordrhein-Westfalen    | Neuss                    |
| Neustadt (Aisch)-Bad Windsheim      | Bavaria                | Neustadt (Aisch)         |
| Neustadt (Waldnaab)                 | Bavaria                | Neustadt an der Waldnaab |
| Neu-Ulm                             | Bavaria                | Neu-Ulm                  |
| Neuwied                             | Rheinland-Pfalz        | Neuwied                  |
| Niederschlesischer Oberlausitzkreis | Saxonia                | Niesky                   |
| Nienburg                            | Saxonia Inferioară     | Nienburg                 |
| Nordfriesland                       | Schleswig-Holstein     | Husum                    |
| Nordhausen                          | Turingia               | Nordhausen               |
| Nordvorpommern                      | Mecklenburg-Vorpommern | Grimmen                  |
| Nordwestmecklenburg                 | Mecklenburg-Vorpommern | Grevesmühlen             |
| Northeim                            | Saxonia Inferioară     | Northeim                 |
| Nürnberger Land                     | Bavaria                | Lauf                     |
| Oberallgäu                          | Bavaria                | Sonthofen                |
| Oberbergischer Kreis                | Nordrhein-Westfalen    | Gummersbach              |
| Oberhavel                           | Brandenburg            | Oranienburg              |
| Oberspreewald-Lausitz               | Brandenburg            | Senftenberg              |
| Odenwaldkreis                       | Hessa                  | Erbach                   |
| Oder-Spree                          | Brandenburg            | Beeskow                  |
| Offenbach                           | Hessa                  | Dietzenbach              |
| Ohrekreis                           | Saxonia-Anhalt         | Haldensleben             |
| Oldenburg                           | Saxonia Inferioară     | Wildeshausen             |
| Olpe                                | Nordrhein-Westfalen    | Olpe                     |
| Ortenaukreis                        | Baden-Württemberg      | Offenburg                |
| Osnabrück                           | Saxonia Inferioară     | Osnabrück¹               |
| Ostalbkreis                         | Baden-Württemberg      | Aalen                    |
| Ostallgäu                           | Bavaria                | Marktoberdorf            |
| Osterholz                           | Saxonia Inferioară     | Osterholz-Scharmbeck     |
| Ostholstein                         | Schleswig-Holstein     | Eutin                    |
| Ostprignitz-Ruppin                  | Brandenburg            | Neuruppin                |
| Ostvorpommern                       | Mecklenburg-Vorpommern | Anklam                   |
| Paderborn                           | Nordrhein-Westfalen    | Paderborn                |
| Parchim                             | Mecklenburg-Vorpommern | Parchim                  |
| Passau                              | Bavaria                | Passau¹                  |
| Peine                               | Saxonia Inferioară     | Peine                    |
| Pfaffenhofen                        | Bavaria                | Pfaffenhofen             |
| Pinneberg                           | Schleswig-Holstein     | Pinneberg                |
| Plön                                | Schleswig-Holstein     | Plön                     |
| Potsdam-Mittelmark                  | Brandenburg            | Belzig                   |
| Prignitz                            | Brandenburg            | Perleberg                |
| Quedlinburg                         | Saxonia-Anhalt         | Quedlinburg              |
| Rastatt                             | Baden-Württemberg      | Rastatt                  |
| Ravensburg                          | Baden-Württemberg      | Ravensburg               |
| Recklinghausen                      | Nordrhein-Westfalen    | Recklinghausen           |
| Regen                               | Bavaria                | Regen                    |
| Regensburg                          | Bavaria                | Regensburg¹              |
| Rems-Murr                           | Baden-Württemberg      | Waiblingen               |
| Rendsburg-Eckernförde               | Schleswig-Holstein     | Rendsburg                |
| Reutlingen                          | Baden-Württemberg      | Reutlingen               |
| Rhein-Erft-Kreis                    | Nordrhein-Westfalen    | Bergheim                 |
| Rheingau-Taunus                     | Hessa                  | Bad Schwalbach           |
| Rhein-Hunsrück                      | Rheinland-Pfalz        | Simmern                  |
| Rheinisch-Bergischer Kreis          | Nordrhein-Westfalen    | Bergisch-Gladbach        |
| Rhein-Lahn                          | Rheinland-Pfalz        | Bad Ems                  |
| Rhein-Neckar                        | Baden-Württemberg      | Heidelberg¹              |
| Rhein-Sieg                          | Nordrhein-Westfalen    | Siegburg                 |
| Rhön-Grabfeld                       | Bavaria                | Bad Neustadt             |
| Riesa-Großenhain                    | Saxonia                | Großenhain               |
| Rosenheim                           | Bavaria                | Rosenheim¹               |
| Rotenburg                           | Saxonia Inferioară     | Rotenburg                |
| Roth                                | Bavaria                | Roth                     |
| Rottal-Inn                          | Bavaria                | Pfarrkirchen             |
| Rottweil                            | Baden-Württemberg      | Rottweil                 |
| Rügen                               | Mecklenburg-Vorpommern | Bergen                   |
| Saale-Holzland                      | Turingia               | Eisenberg                |
| Saale-Orla                          | Turingia               | Schleiz                  |
| Saalfeld-Rudolstadt                 | Turingia               | Saalfeld                 |
| Saalkreis                           | Saxonia-Anhalt         | Halle¹                   |
| Saarbrücken                         | Saarland               | Saarbrücken              |
| Saarlouis                           | Saarland               | Saarlouis                |
| Saarpfalz                           | Saarland               | Homburg                  |
| Sächsische Schweiz                  | Saxonia                | Pirna                    |
| Sangerhausen                        | Saxonia-Anhalt         | Sangerhausen             |
| Sankt Wendel                        | Saarland               | Sankt Wendel             |
| Schaumburg                          | Saxonia Inferioară     | Stadthagen               |
| Schleswig-Flensburg                 | Schleswig-Holstein     | Schleswig                |
| Schmalkalden-Meiningen              | Turingia               | Meiningen                |
| Schönebeck                          | Saxonia-Anhalt         | Schönebeck               |
| Schwäbisch Hall                     | Baden-Württemberg      | Schwäbisch Hall          |
| Schwalm-Eder                        | Hessa                  | Homberg                  |
| Schwandorf                          | Bavaria                | Schwandorf               |
| Schwarzwald-Baar                    | Baden-Württemberg      | Villingen-Schwenningen   |
| Schweinfurt                         | Bavaria                | Schweinfurt¹             |
| Segeberg                            | Schleswig-Holstein     | Bad Segeberg             |
| Siegen-Wittgenstein                 | Nordrhein-Westfalen    | Siegen                   |
| Sigmaringen                         | Baden-Württemberg      | Sigmaringen              |
| Soest                               | Nordrhein-Westfalen    | Soest                    |
| Soltau-Fallingbostel                | Saxonia Inferioară     | Bad Fallingbostel        |
| Sömmerda                            | Turingia               | Sömmerda                 |
| Sonneberg                           | Turingia               | Sonneberg                |
| Spree-Neiße                         | Brandenburg            | Forst                    |
| Stade                               | Saxonia Inferioară     | Stade                    |
| Starnberg                           | Bavaria                | Starnberg                |
| Steinburg                           | Schleswig-Holstein     | Itzehoe                  |
| Steinfurt                           | Nordrhein-Westfalen    | Steinfurt                |
| Stendal                             | Saxonia-Anhalt         | Stendal                  |
| Stollberg                           | Saxonia                | Stollberg                |
| Stormarn                            | Schleswig-Holstein     | Bad Oldesloe             |
| Straubing-Bogen                     | Bavaria                | Straubing¹               |
| Südliche Weinstraße                 | Rheinland-Pfalz        | Landau¹                  |
| Südwestpfalz                        | Rheinland-Pfalz        | Pirmasens¹               |
| Teltow-Fläming                      | Brandenburg            | Luckenwalde              |
| Tirschenreuth                       | Bavaria                | Tirschenreuth            |
| Torgau-Oschatz                      | Saxonia                | Torgau                   |
| Traunstein                          | Bavaria                | Traunstein               |
| Trier-Saarburg                      | Rheinland-Pfalz        | Trier¹                   |
| Tübingen                            | Baden-Württemberg      | Tübingen                 |
| Tuttlingen                          | Baden-Württemberg      | Tuttlingen               |
| Uckermark                           | Brandenburg            | Prenzlau                 |
| Uecker-Randow                       | Mecklenburg-Vorpommern | Pasewalk                 |
| Uelzen                              | Saxonia Inferioară     | Uelzen                   |
| Unna                                | Nordrhein-Westfalen    | Unna                     |
| Unstrut-Hainich                     | Turingia               | Mühlhausen               |
| Unterallgäu                         | Bavaria                | Mindelheim               |
| Vechta                              | Saxonia Inferioară     | Vechta                   |
| Verden                              | Saxonia Inferioară     | Verden                   |
| Viersen                             | Nordrhein-Westfalen    | Viersen                  |
| Vogelsbergkreis                     | Hessa                  | Lauterbach               |
| Vogtlandkreis                       | Saxonia                | Plauen¹                  |
| Waldeck-Frankenberg                 | Hessa                  | Korbach                  |
| Waldshut                            | Baden-Württemberg      | Waldshut-Tiengen         |
| Warendorf                           | Nordrhein-Westfalen    | Warendorf                |
| Wartburgkreis                       | Turingia               | Eisenach                 |
| Weilheim-Schongau                   | Bavaria                | Weilheim                 |
| Weimarer Land                       | Turingia               | Apolda                   |
| Weißenburg-Gunzenhausen             | Bavaria                | Weißenburg               |
| Weißenfels                          | Saxonia-Anhalt         | Weißenfels               |
| Weißeritzkreis                      | Saxonia                | Dippoldiswalde           |
| Wernigerode                         | Saxonia-Anhalt         | Wernigerode              |
| Werra-Meißner                       | Hessa                  | Eschwege                 |
| Wesel                               | Nordrhein-Westfalen    | Wesel                    |
| Wesermarsch                         | Saxonia Inferioară     | Brake                    |
| Westerwald                          | Rheinland-Pfalz        | Montabaur                |
| Wetterau                            | Hessa                  | Friedberg                |
| Wittenberg                          | Saxonia-Anhalt         | Wittenberg               |
| Wittmund                            | Saxonia Inferioară     | Wittmund                 |
| Wolfenbüttel                        | Saxonia Inferioară     | Wolfenbüttel             |
| Wunsiedel                           | Bavaria                | Wunsiedel                |
| Würzburg                            | Bavaria                | Würzburg¹                |
| Zollernalb (district)               | Baden-Württemberg      | Balingen                 |
| Zwickauer Land (district)           | Saxonia                | Werdau                   |